# Alexander Killorn
Alexander „Alex“ Killorn (* 14. September 1989 in Halifax, Nova Scotia) ist ein kanadischer Eishockeyspieler, der seit Juli 2023 bei den Anaheim Ducks in der National Hockey League unter Vertrag steht. Zuvor verbrachte der linke Flügelstürmer über zehn Jahre bei den Tampa Bay Lightning, mit denen er in den Playoffs 2020 und 2021 den Stanley Cup gewann.

## Karriere

### Jugend und Ausbildung
Alexander Killorn wurde in Halifax geboren, wuchs aber in Beaconsfield in der Nähe von Montréal auf. In Montréal besuchte er die Loyola High School und spielte in der Quebec Junior Hockey League für die Lac Saint-Louis Lions. Über den Jahreswechsel 2005/06 nahm Killorn an der World U-17 Hockey Challenge 2006 teil und gewann dort mit dem Team Canada Québec die Goldmedaille. Nach der Saison 2005/06 wechselte er an die elitäre Deerfield Academy, ein Internat in Deerfield, Massachusetts, wo er neben Eishockey auch Golf spielte. Nach einem Jahr in Deerfield, in dem er 32 Scorerpunkte in 25 Spielen erzielte, wurde er im NHL Entry Draft 2007 von den Tampa Bay Lightning an 77. Position ausgewählt. Nach seinem zweiten Jahr in Deerfield, in dem er sich auf 55 Scorerpunkte steigerte, begann er 2008 ein Studium an der ebenfalls in Massachusetts gelegenen Harvard University.
Während seines vierjährigen Studiums, das Killorn mit einem Major of Gouvernment (dt. in etwa: Bachelor in öffentlicher Verwaltung) abschloss, steigerte er seine persönliche Statistik von Jahr zu Jahr. Als Senior gelangen ihm 46 Scorerpunkte in 34 Spielen, wobei die Harvard Crimson in der regulären Saison 2011/12 den dritten Platz erreichten und in den anschließenden Play-offs erst im Finale am Union College scheiterten. Killorn selbst wurde ob seiner Leistungen in das All-ECAC Hockey First Team für die reguläre Saison sowie in das ECAC Hockey All-Tournament Team für die Play-offs berufen.

### NHL
Direkt im Anschluss an das Studium und an den Spielbetrieb der Hochschulliga unterschrieb Killorn einen Zweijahresvertrag bei den Tampa Bay Lightning, die ihn 2007 im Draft ausgewählt hatten. Diese schickten ihn vorerst in American Hockey League (AHL) zu ihrem Farmteam, den Norfolk Admirals. Mit den Admirals nahm er an den Calder-Cup-Play-offs teil und gewann den Pokal im Finale gegen die Toronto Marlies. In der Folgesaison 2012/13 spielte Killorn zu etwa gleichen Teilen beim neuen Farmteam Syracuse Crunch in der AHL sowie bei den Lightning in der NHL. Sein NHL-Debüt gab er dabei am 10. Februar 2013 gegen die New York Rangers und erzielte bereits eine Woche später sein erstes NHL-Tor gegen die Florida Panthers.
In der Folge hatte er einen Stammplatz im NHL-Kader sicher und absolvierte in der Saison 2013/14 als einer von nur drei Spielern des Teams alle 82 Spiele der regulären Saison. Daraufhin verlängerte Killorn seinen Vertrag in Tampa im Juni 2014 um weitere zwei Jahre. In der Saison 2014/15 erreichte er mit den Lightning das Playoff-Finale, unterlag dort allerdings den Chicago Blackhawks.
Nach der Saison 2016/17 debütierte Killorn für die kanadische A-Nationalmannschaft bei der Weltmeisterschaft 2017 und gewann dort mit dem Team die Silbermedaille. In den Playoffs 2020 gelang ihm mit den Lightning abermals der Einzug ins Endspiel, wo sich das Team durch einen 4:2-Erfolg gegen die Dallas Stars den Stanley Cup sicherte. Diesen verteidigte Tampa im Folgejahr durch einen 4:1-Finalsieg gegen die Canadiens de Montréal, bevor der dritte Titel in Folge im Endspiel der Playoffs 2022 durch eine 2:4-Niederlage gegen Colorado knapp verpasst wurde.
Nach über zehn Jahren in der Organisation der Lightning wurde sein auslaufender Vertrag nach der Saison 2022/23 nicht verlängert, sodass er das Team nach 805 Einsätzen verließ; nur vier Spieler hatten zu diesem Zeitpunkt mehr Partien für das Franchise bestritten. Wenig später unterzeichnete der Kanadier im Juli 2023 als Free Agent einen neuen Vierjahresvertrag bei den Anaheim Ducks, der ihm ein durchschnittliches Jahresgehalt von 6,25 Millionen US-Dollar einbringen soll. 

## Erfolge und Auszeichnungen
| - 2012 ECAC Hockey First All-Star Team - 2012 ECAC Hockey All-Tournament Team - 2012 Calder-Cup-Gewinn mit den Norfolk Admirals | - 2020 Stanley-Cup-Gewinn mit den Tampa Bay Lightning - 2021 Stanley-Cup-Gewinn mit den Tampa Bay Lightning |

### International
- 2006 Goldmedaille bei der World U-17 Hockey Challenge
- 2017 Silbermedaille bei der Weltmeisterschaft

## Karrierestatistik
Stand: Ende der Saison 2024/25

### International
Vertrat Kanada bei:
- World U-17 Hockey Challenge 2006
- Weltmeisterschaft 2017

(Legende zur Spielerstatistik: Sp oder GP = absolvierte Spiele; T oder G = erzielte Tore; V oder A = erzielte Assists; Pkt oder Pts = erzielte Scorerpunkte; SM oder PIM = erhaltene Strafminuten; +/− = Plus/Minus-Bilanz; PP = erzielte Überzahltore; SH = erzielte Unterzahltore; GW = erzielte Siegtore; 1 Play-downs/Relegation; Kursiv: Statistik nicht vollständig)